# オフィス日新
オフィス日新（オフィスにっしん）は東京都港区に本社を置く日本の芸能事務所、芸能プロダクションである。バーニングプロダクションの系列会社。

## 沿革
- 歌手を中心とした歌手の個人事務所プロダクションである。
- 芸能マネジャーだった平野昌一がバーニングプロダクションから独立して設立し、音楽番組制作プロダクションでもある[1]。
- バーニングからの完全独立ではなく暖簾分けという形を取っているためバーニングの系列企業、傘下プロダクションになる[2]。
- 各局で音楽番組、コンサート演出を担当する平野昌一の制作会社・事務所でもある[3]。
- NHKの音楽番組、特番の歌番組の制作・演出を担当している。また音楽出版として日新パブリッシャーズが子会社としてあるので一部の楽曲に関しては楽曲版権もある[4] 。
- 1998年に島袋寛子、2006年に眞鍋かをりが個人事務所として所属している[5]。
- 2019年に元モーニング娘。の鞘師里保が業務提携所属している[6][7]。
- 2020年、いきものがかりの吉岡聖恵と家入レオが個人事務所として提携している[8]。

## 会社概要
（この節の出典 ）
- 正式商号：株式会社オフィス日新
- 所在地：東京都港区高輪1丁目16-21-507[10]
- 支社・事業部：東京都目黒区自由が丘[11]

- 会社役員
  - 代表取締役：平野昌一
  - 取締役：福永さとみ（制作部長[12] / アシスタントプロデューサー）[13]

- 資本金：1,000万円

- 主要取引銀行
  - 三菱UFJ銀行（渋谷中央支店）　　
  - みずほ銀行（下北沢支店）
  - 三菱UFJ銀行（福岡中央支店）
  - 親和銀行（西新支店）

### 日新グループ
（この節の出典）
- 日新パブリッシャーズ
- バスボンエンタテイムメント[15]
- 日新プリンセスメイツ[16]
- 11ice
- 日新プリンシパル[17]
- 日新おしぼりセンター

## 主な制作番組
- 思い出のメロディー（2004年 - 2017年、NHK総合）[18]
- 歌謡チャリティーコンサート（2007年 - 2017年、NHK総合）[19]

## 楽曲出版権利
- 日新パブリッシャーズが一部の楽曲出版を取得し管理している。